# Touriga nacional

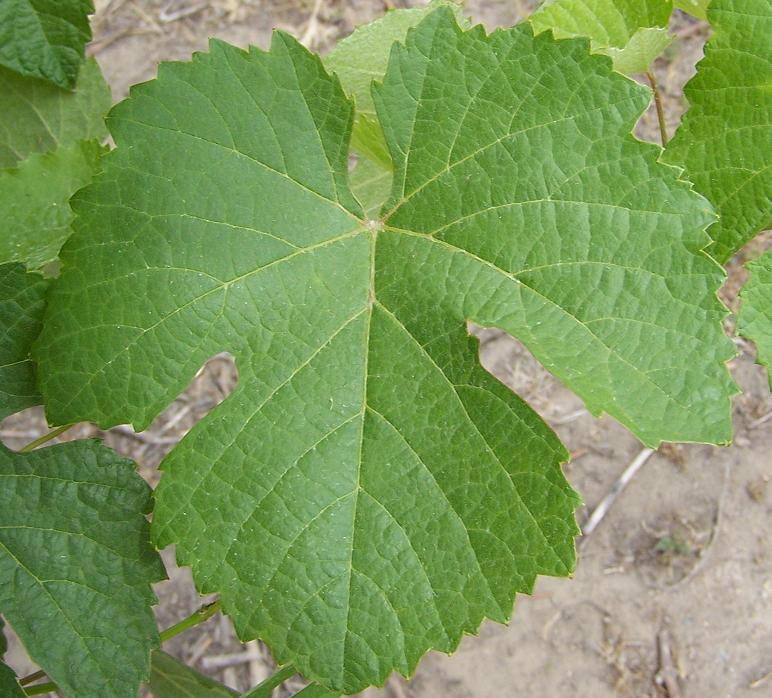
Liść krzewu touriga nacional

Touriga nacional – czerwona odmiana winorośli, pochodząca z Portugalii i uważana za najszlachetniejszą z miejscowych odmian.

## Charakterystyka
Krzewy są odporne, plenne i rosną bujnie, przez co wymagają silnego przycinania. Grona są niewielkie, z jagodami o grubej i twardej skórce. Mały udział soku w jagodach zapewnia skoncentrowany smak i aromat oraz wysoką zawartość garbników. 

## Historia
Touriga nacional była entuzjastycznie opisywana już w XIII wieku. Prawdopodobnie pochodzi z portugalskiego regionu Dão, gdzie krzewy są najbardziej zróżnicowane pod względem fenotypu. Pod koniec XIX wieku niemal zmonopolizowała winnice z gronami o ciemnej skórce  w regionie. Udział spadł do ok. 5% w 1986, co przypisywano niskiej plenności i słabym podkładkom. W tym czasie naukowcy podejmowali już próby odnowienia zainteresowania tourigą i zaproponowali sposoby zaradzenia mankamentom, które okazały się skuteczne. Dzięki badaniom DNA na początku XXI wieku udało się ustalić, że touriga franca, popularna w regionie Douro jest krzyżówką tourigi nacional ze szczepem marufo. Badania stwierdziły również bliskie pokrewieństwo między tourigą nacional a szczepem tinta barroca. Wśród innych spokrewnionych odmian wymienia się odmiany touriga fêmea i rufete.
A.J.Antcliff z tourigi nacional i sultaniye wyhodował w 1965 odmianę tarrango, uprawianą na ograniczoną skalę w Australii.

## Wina
Touriga nacional cieszy się opinią najlepszej z podstawowych odmian w produkcji win porto, zwłaszcza tych o najwyższej jakości. Dużym uznaniem cieszą się także wytwarzane z niej wina stołowe m.in. w regionach Douro, Beira, Ribatejo, Terras do Sado i Trás-os-Montes. Cechują się one intensywnym czarno-czerwonym kolorem, złożonym i intensywnym bukietem oraz wysokim poziomem garbników i potencjałem starzenia. Dobrze nadają się do dojrzewania w beczkach. Poziom alkoholu jest wysoki.
Odmiana jest oferowana zarówno w winach typu cuvée, jak i jako wino odmianowe.

## Rozpowszechnienie
Na większą skalę odmiana jest uprawiana tylko w kraju swojego pochodzenia. W Portugalii w 2010 roku szczepem było obsadzonych 7268 ha winnic, z czego na region Douro przypadało 1440 ha. Obszar upraw znacząco wzrósł i objął tereny w południowej części kraju, nawet Algarve.
Tourigę nacional zaczęto sadzić w sąsiedniej Hiszpanii (Priorat). Pewną popularność zyskała również w winnicach Nowego Świata: australijskich, południowoafrykańskich, w Stanach Zjednoczonych, Nowej Zelandii oraz w Argentynie i Brazylii.
W Stanach Zjednoczonych regulacje prawne nie rozróżniają szczepów touriga nacional i touriga franca. Największe uprawy leżą w dolinie rzeki San Joaquin w Kalifornii. Również australijscy winiarze używają po prostu nazwy touriga, przy czym w większości przypadków chodzi o odmianę touriga nacional. W RPA zarejestrowano w 2008 roku 87 ha winnic obsadzonych szczepem, głównie w Karru. W wymienionych krajach z owoców touriga powstają zarówno wina stołowe, jak i wzmacniane wina w stylu porto. W Stanach Zjednoczonych stosuje się dla takich win nazwę port i jest to zgodne z tamtejszym prawem.

## Synonimy
Najważniejszymi synonimami touriga nacional są: azal espanhol, carabuñera, mortagua (w Dão), mortagua preto, różne warianty nazwy touriga: touriga, tourigo, touriga fina, tourigo antiguo i tourigo do dão.
Inne to: bical tinto, preto mortagua, tinta mortagua, toiriga, touriga femea, tourigao, tourigo nacional, touringa, touriva i turiga.